# Гитаговинда
«Гитагови́нда» (санскр. गीत गोविन्द, IAST: Gītagovinda «Воспетый Говинда») — объёмная поэма на санскрите, написанная в XII веке вайшнавским поэтом Джаядевой из Пури, Орисса. Описывает любовные взаимоотношения между Кришной и девушками-пастушками гопи из Вриндавана, особое внимание уделяется описанию игр Кришны с его самой любимой гопи по имени Радха. «Гитаговинда» сыграла большую роль в развитии традиций бхакти в индуизме, в особенности Кришна-бхакти.
«Гитаговинда» разделена на 10 глав. Каждая из глав в свою очередь разделена на 24 части, называемые «прабандхи». В каждой «прабандхе» содержатся организованные по восемь «аштапади» куплеты.
Первый перевод «Гитаговинды» на английский язык сделал и опубликовал Уильям Джонс в 1792 году. В этом издании указывалось, что текст происходил из региона Калинга (древнее название Ориссы). С тех пор, «Гитаговинда» была переведена на множество языков мира, и считается одним из самых лучших примеров санскритской поэзии.
«Гитаговинда» сыграла ключевую роль в преобразовании и возрождении вайшнавизма, который пришёл в упадок из-за внутренних разногласий различных брахманических традиций, а также пострадал от влияния ислама и многочисленных исламских вторжений в Индию. Вместо метафизического догматизма, «Гитаговинда» превознесла в вайшнавизме любовь, преданность и смирение, которые стали инструментами в преодолении двойственности и в любовном служении и единении личности и божества.
«Гитаговинда» представила совершенно новое понимание вайшнавизма. В ней уже не было благоговейного почитания Вишну или Кришны, которое до того являлось основой вайшнавского поклонения. Главным героем «Гитаговинды» был Кришна, изображённый как мальчик-пастушок. Такое простое и личностное восприятие божества помогло быстрому распространению вайшнавизма среди индийского населения.
В «Гитаговинде» Кришна, а не Вишну, описывается как источник всех аватар и изначальная ипостась божества.
На европейские языки поэма переводилась неоднократно.

## Русские переводы
В Библиотеке всемирной литературы, том 16, М., 1977, с. 91—97, 812—815 был опубликован сокращённый перевод  «Гитаговинды» В. Микушевича с примечаниями.
В 1995 году опубликован перевод поэмы А. Я. Сыркина.